# NGC 5215B
NGC 5215B (другие обозначения — ESO 383-29, MCG -5-32-41, VV 693, PGC 47888, PGC 47887) — линзообразная галактика (S0) в созвездии Центавр.
Этот объект входит в число перечисленных в оригинальной редакции «Нового общего каталога».